# جان الأورلياني
جان كارل بييري دي أورليان كونت باريس (بالإنجليزية: Jean Carl Pierre Marie d'Orléans)‏ هو رئيس عائلة أورليان، والوريث الأورلياني المطالب لعرش فرنسا منذ سنة 2019، ولد في يوم 19 مايو 1965 في مدينة بولون-بيانكور، والده هو هنري أورليان، كونت باريس ووالدته هي ماري تيريز دوقة فورتمبورغ، زوجته هي فيلومينا دي تورنوس شتاينهارت وألتي تنحدر من أصل باسكية ونمساوية مجرية نبيلة وله خمسة أبناء منها.